# Xanthorhoe griseocamparia
Xanthorhoe griseocamparia là một loài bướm đêm trong họ Geometridae.